# Municipio de Seneca (Iowa)
El municipio de Seneca (en inglés: Seneca Township) es un municipio ubicado en el condado de Kossuth en el estado estadounidense de Iowa. En el año 2010 tenía una población de 165 habitantes y una densidad poblacional de 1,78 personas por km².

## Geografía
El municipio de Seneca se encuentra ubicado en las coordenadas 43°17′54″N 94°23′1″O / 43.29833, -94.38361. Según la Oficina del Censo de los Estados Unidos, el municipio tiene una superficie total de 92.83 km², de la cual 92,83 km² corresponden a tierra firme y (0 %) 0 km² es agua.

## Demografía
Según el censo de 2010, había 165 personas residiendo en el municipio de Seneca. La densidad de población era de 1,78 hab./km². De los 165 habitantes, el municipio de Seneca estaba compuesto por el 98,18 % blancos, el 1,21 % eran asiáticos y el 0,61 % eran de una mezcla de razas. Del total de la población el 1,82 % eran hispanos o latinos de cualquier raza.